# 米原市立柏原小学校
米原市立柏原小学校（まいばらしりつ かしわばらしょうがっこう）は、滋賀県米原市柏原にある公立小学校である。
滋賀県で三番目に開設された小学校である。

## 沿革
- 1872年6月6日[注釈 1]（明治5年5月1日） - 柏原南部破竹宅にて郷小学校として創立
- 1875年（明治8年）8月 - 開文小学校に改称
- 1888年（明治21年）4月 - 柏原村春照村学校組合立柏原尋常小学校に改称
- 1894年（明治27年）10月 - 柏原尋常高等小学校に改称
- 1899年（明治32年）8月28日 - 大野木分教場設置
- 1902年（明治35年）1月8日 - 河内分教場設置
- 1944年（昭和16年）4月1日 - 国民学校令施行により、柏原国民学校と改称
- 1947年（昭和22年）3月31日 - 学校教育法施行により、柏原村立柏原小学校と改称
- 1950年（昭和25年）8月27日 - 大野木分教場校舎落成
- 1951年（昭和26年）7月10日 - 河内分教場校舎落成
- 1955年（昭和30年）7月10日 - 山東町立柏原小学校に改称
- 1958年（昭和33年）
  - 8月28日 - 現在地に新校舎落成
  - 9月1日 - 河内分校廃止、大野木分校3・4年を本校に編入
  - 10月1日 - 学校給食完全実施
- 1961年（昭和36年）4月1日 - 須川学区2年生を本校に編入
- 1963年（昭和38年）12月14日 - 体育館新築落成、運動場、前庭拡張
- 1969年（昭和44年）
  - 5月17日 - 図書館落成
  - 8月2日 - 小、中プール竣工
- 1972年（昭和47年）4月1日 - 須川学区1年生を本校に編入
- 1973年（昭和48年）9月1日 - 大野木分校1・2年生本校に暫定編入
- 1974年（昭和49年）4月1日 - 大野木分校休校
- 1977年（昭和52年）7月15日 - 大野木分校廃校
- 1989年（平成元年）7月15日 - 新校舎、体育館、運動場落成
- 2005年（平成17年）2月14日 - 米原市立柏原小学校に改称[1]
- 2007年（平成19年）4月1日 - 放課後児童クラブ（学童）開設

## 教育方針

### 学校教育目標
心豊かで、自立心のある子どもの育成

## 学校行事
| - 4月 始業式・入学式 - 5月 - 6月 | - 7月 終業式 - 8月 (下旬頃に)始業式 - 9月 運動会 | - 10月 - 11月 - 12月 終業式 | - 1月 始業式 - 2月 - 3月 終業式・卒業式 |

## 学区
長久寺、柏原、須川、大野木、清滝、梓河内

## 進学先中学校
- 米原市立柏原中学校[2]

## 出身者
- 横川凱（プロ野球選手）